# Hmeliveț, Trosteaneț
Hmeliveț (în ucraineană Хмелівець) este un sat în comuna Martînivka din raionul Trosteaneț, regiunea Sumî, Ucraina.

## Demografie
Componența lingvistică a localității Hmeliveț
     Ucraineană (100%)
Conform recensământului din 2001, toată populația localității Hmeliveț era vorbitoare de ucraineană (100%).